# Synagogue de Vyborg
La synagogue de Viipuri (finnois : Viipurin synagoga) une synagogue construite à Viipuri dans le grand-duché de Finlande. 

## Histoire
En 1905, Gerhard Sohlberg en conçoit les plans et elle est construite en 1909-1910 après quelques modifications de Viktor Riihelä.
Elle est complètement détruite par les bombardements du premier jour de la guerre d'hiver, le 30 novembre 1939.